# Дадін Ільдар Ільдусович
Ільдар Ільдусович Дадін (рос. Ильда́р Ильду́сович Да́дин; 14 квітня 1982, Желєзнодорожний, Московська область, Російська РФСР — 5 жовтня 2024, Харківська обл., Україна) — російський опозиційний громадянський активіст, перший засуджений за статтею 212.1 Кримінального кодексу РФ «Неодноразове порушення встановленого порядку організації або проведення зборів, мітингу, демонстрації, ходи або пікетування» (включена до КК РФ в липні 2014). Звільнився із ув'язнення у лютому 2017 року. Виїхав до Польщі, а згодом в Україну. У жовтні 2024 року загинув після бою з російськими військами у складі добровольчого батальйону ЗСУ.

## Біографія
Навчався в Московському державному інституті сталі і сплавів на економічному факультеті, потім перевівся на факультет металургії. Навчання не закінчив.
Служив у ВМФ в Анапі, потім у Владивостоці. Працював в банківських установах. Одружений.
6 і 23 серпня, 13 вересня 2014 року, 15 січня 2015 року брав участь в одиночних, «неузгоджених з владою» пікетуваннях, через що чотири рази був засуджений за статтею КпАП РФ «Порушення учасником публічного заходу встановленого порядку проведення пікетування»; за участь в народному сході на Манежній площі 15 січня 2015 року також отримав 15 діб адміністративного арешту за статтею «Непокора законному розпорядженню або вимозі співробітника поліції».
В останній день адміністративного арешту, 30 січня 2015 року, був доставлений в Басманний суд Москви, де його мали судити за акцію 5 грудня 2014 року на М'ясницькій вулиці на підтримку України, коли кілька активістів на кілька хвилин перекрили вулицю. Судом було винесено рішення про закриття провадження в адміністративній справі та передачі матеріалів справи до органу попереднього розслідування в зв'язку з нібито наявністю в діях Дадіна ознак злочину, передбаченого ст. 212.1 КК РФ. Того ж дня була порушена нова кримінальна справа за зазначеною статтею КК за ст. 212.1 КК РФ.
При затриманні 6 серпня 2014 був побитий поліцією до крові. Утримавася в тій самій камері СІЗО, в якій до нього утримували художника Петра Павленського.
Засуджений на три роки.
Організацією Amnesty International визнаний в'язнем сумління. 24 листопада 2016 Європарламент зажадав звільнення Дадіна.
24 січня 2017 року Конституційний суд РФ вимагав перегляду вироку Дадіну. Суд відмовився визнати статтю 212.1 КК РФ суперечить Конституції (як того просив Дадін), але запропонував російському парламенту внести до неї зміни, пояснивши, що кримінальна відповідальність може застосовуватися лише в тому випадку, якщо дії мітингувальника спричинили шкоду громадянам, громадській безпеці чи конституційно охоронюваним цінностям. 22 лютого вирок стосовно Дадіна було скасовано Президією Верховного суду Росії, кримінальну справу припинено, за Дадіним визнано право на реабілітацію. 26 лютого Дадін вийшов на волю, пробувши в місцях позбавлення волі 1 рік та 2 місяці. Стаття, за якою його було засуджено, одержала неофіційну назву «дадинська».
У травні 2017 року Дадін було затримано поліцейськими на Червоній площі в Москві за читання конституції.
У березні 2022 року, після вторгнення Росії в Україну, поїхав із Росії до Польщі, щоби потім воювати на боці України. У Польщі протягом року оформлював документи для участі у добровольчому батальйоні, потім приїхав в Україну та у червні 2023 року вступив до «Сибірського батальйону» на боці України.
5 жовтня 2024 року загинув у бою з російськими окупантами у Харківській області під час артилерійського обстрілу.
31 жовтня 2024 кремований в Києві на Байковому кладовищі. Провести в останню путь зібралися побратими з легіону «Свобода России», полку імені Кастуся Калиновського та «Сибирского батальона».